# 橋本忠太郎
橋本 忠太郎（はしもと ちゅうたろう、明治19年（1886年）7月3日 - 昭和35年（1960年）2月5日）は、明治から昭和にかけての植物学者、教師。滋賀県女子師範学校等で教鞭をとりつつ滋賀県下の植物調査を行った。

## 略伝
明治19年（1886年）7月3日に滋賀県蒲生郡北比都佐村大字十禅師（現滋賀県蒲生郡日野町十禅師）にて誕生。
明治39年（1906年）滋賀県立彦根中学（現滋賀県立彦根東高等学校）、明治44年（1910年）滋賀県師範学校（現滋賀大学教育学部）二部を卒業した。その後、郷里の北比都佐小学校（現日野町立必佐小学校）の教員となり、大正10年（1921年）中学校教員試験検定に合格し翌11年（1922年）より滋賀県女子師範学校、県立大津高等女学校の教諭となった。昭和16年（1941年）定年により両校を退職し、退職後は故郷十禅師にて悠々自適の生活を楽しみ、昭和35年（1960年）2月5日に死去した。
忠太郎は、学校の教員として勤務しながら植物に係る研究を続け、県の天然記念物調査にも携わった。郷土の植物誌を作ることを志し、くまなく県内を回り、滋賀県固有植物の標本を採取した。忠太郎が採集した標本は、現在も貴重な資料として東京国立科学博物館や京都大学総合博物館に収蔵されている。昭和11年（1936年）には近江博物同好会を発会し、会誌を発行して博物教材研究を連載すると共に、県下各地で採集会を開催して会員への指導を行った。忠太郎は、活動を通じて「サヤマスゲ」・「ワタムキアザミ」など39種の新種植物を発見した。忠太郎が目指した郷土の植物誌は、原稿を完成させたものの未出版のまま死去した。
生前に交流のあった人物には、牧野富太郎のほか、京都大学の小泉源一、田代善太郎、大井次三郎、田川基二、北村四郎らがいる。
遺志は京都大学の北村四郎に受け継がれ、北村は1968年に『滋賀県植物誌』を著した。

## 関連事項
橋本忠三郎に関連した書籍
- 「滋賀県天然記念物調査報告 全2冊」（滋賀県保勝会 1924年）：忠太郎が携わった滋賀県天然記念物調査を纏めた資料
- 「植物分類・地理2(2) 1933年3月1日」 P102「東亜植物誌資料(VIII) 大井次三郎」（日本植物分類学会）：忠太郎が発見した新種植物の資料
- 「郷土研究の概要」P231「小學校理科、博物教材の郷土研究の一部 教諭橋本忠太郎著」（滋賀県女子師範学校編 1936年）

その他
- 毎日新聞社. “毎日JP 企画展:湖国の植物研究の先人、橋本忠太郎の偉業紹介−−琵琶湖博物館 2013年4月8日”. 2013年8月1日閲覧。